# 樂鍇·祿璞崚岸
樂鍇‧祿璞崚岸（1974年— ），是一名台灣地球科學家、原住民權利倡議者。

## 生平
樂鍇‧祿璞崚岸出生於屏東縣來義鄉南和村排灣族白鷺Payljus部落。1997年獲得國立中興大學土木工程學系學士學位。義務兵役退伍後，他以原住民公費進修肯塔基大学地質科學系，並於2003年取得碩士學位。他隨後錄取孟菲斯大学地震研究與資訊中心，受地震學家Charles Langston的指導，於2008年取得博士學位。
任職國立成功大學地球科學系副教授、排灣族民族議會籌備會總召集人、總統府原住民族歷史正義與轉型正義委員會顧問、國立成功大學原住民族學生資源中心主任等數職。除了鑽研本質專長地震預警研究、地電阻應用和原住民族科學教育外。積極參與眾多原住民族公共事務和排灣族民族議會，推動工作，並已於2022年8月1日成立排灣族民族議會。樂鍇亦已參與多年科技部原住民科學教育計畫，並在國立成功大學開設「台灣原住民族當代議題與社會實踐 」。國立成功大學111學年度通識課程優良教師，為「社會科學領域」的優良教師。課程推動族群友善，並與原住民青年共同主持Podcast節目「Umav如何了！」 （页面存档备份，存于）」，該節目方案亦獲得教育部族語文教育環境徵件方案設群組特優。樂鍇近年拿到中華民國游泳協會教練證，並經營臉書粉專「游餒！法奧妮 Ciqau it Vavauni」和「樂鍇肯談會 」同名播客分享游泳選手話題。

## 最近任職
- 2013/04 - 2017/04  臺南市政府民族事務委員會第二、三、五屆 族群委員
- 2014/09 - 2016/04  原住民族電視台新聞及節目自律委員會 委員
- 2015/01 - 2015/12  臺南市政府教育局本土語言教育推動委員會 委員
- 2016/06 - 迄今         國立成功大學學務處原住民族學生資源中心 主任
- 2017/06 - 迄今         國立臺東大學區域原住民族學生資源中心教師輔導團
- 2018/02 - 2018/12  屏東縣來義鄉公所土地劃設小組 召集人
- 2018/02 - 2019/01  國立高雄大學原住民族學生資源中心 諮詢委員
- 2019/2/1 - 2020/7   南區大專院校區域原住民族學生資源中心原住民族學生教師輔導團

## 評論
2019年挺國民黨總統參選人韓國瑜的「韓家軍」，攜帶國旗及韓國瑜、台東縣立委參選人章正輝聯合選舉文宣，至排灣族聖山北大武山插旗，排灣族出身的章力挺韓粉舉動，不過，樂鍇則痛批：「看到我們排灣族聖山被這樣插旗掛上競選布條，心情無比沉重和心痛。」並呼籲應還給北大武山應該有的神聖和尊嚴，他認為，黨派和個人政治利益是一時的，但此例一開，以後各家各方旗幟和布條立在北大武山山頂，韓粉以及章正輝的力挺令他質疑，「難道這是後代善待聖山的樣子嗎？排灣族的榮耀怎麼會是插上競選旗幟布條來彰顯的呢？」
2016年7月籲重視原住民族族群史觀和歷史轉型正義於台南市火車站前潑漆鄭成功像，導致之後一連串對於鄭成功歷史評價的討論，尤其2016年 8月1日「原住民族日」蔡英文總統代表政府向原住民族道歉指出：「鄭成功政權對平埔族群的屠殺和經濟剝削」。

## 外部連結
- 國立成功大學地球科學系 地震預警研究室
- 樂鍇 祿璞崚岸 （页面存档备份，存于） Research NCKU